# Coupe Europa féminine de l'UEFA
 (décembre 2024).
La Coupe Europa féminine de l'UEFA ou UEFA Women's Europa Cup est une compétition annuelle de football féminin organisée par l'UEFA. Elle est la deuxième compétition de clubs après la Ligue des champions féminine de l'UEFA.

## Histoire
Après plusieurs décennies de succès dans l'organisation de compétitions à élimination directe pour les clubs de football masculins, la Coupe féminine de l'UEFA est créée en 2001 pour offrir des opportunités similaires aux clubs féminins. La Coupe féminine est renommée Ligue des champions féminine de l'UEFA en 2009 pour correspondre au style du tournoi masculin, et le tournoi est élargi pour inclure plus de clubs et plus de pays.
Suite à l'élargissement des compétitions masculines par l'UEFA avec la Ligue Europa Conférence de troisième niveau qui se joue pour la première fois en 2021, des propositions pour une compétition féminine de deuxième niveau ont été soumises pour offrir une augmentation similaire de l'échelle au jeu féminin. Le 4 décembre 2023, l'UEFA annonce qu'elle donne suite à ces propositions en créant un nouveau tournoi de deuxième niveau qui débutera à partir de la saison 2025-2026. Le nom de la compétition est confirmé le 16 décembre 2024,,.

## Format
Comme pour la Ligue Europa en football masculin, les clubs peuvent participer au tournoi soit en raison de leur classement en championnat lors de la saison précédente, soit par élimination dès les premières phases de la Ligue des champions de la même saison ; les vainqueurs de coupe nationale ne sont en revanche pas inclus. Contrairement à la Ligue Europa masculine et à la Ligue des champions pour les deux sexes, le nouveau tournoi sera un tournoi à élimination directe sans phase de groupes . Chaque tour, jusqu'à la finale incluse, se joue sous forme de matches aller-retour.
Le tournoi sera disputé par 44 clubs au total : treize qualifiés directs des associations classées 8 à 13 et 18 à 24 en fonction du classement en championnat national de la saison précédente, plus trente et une équipes éliminées aux premier et deuxième tours de qualification de la Ligue des champions féminine de la même saison.
|                                  | Équipes entrant à ce tour                                                                           | Équipes qualifiées du tour précédent | Équipes repêchées de la Ligue des champions |
| -------------------------------- | --------------------------------------------------------------------------------------------------- | ------------------------------------ | --- |
| Premier tour (24 équipes)        | - 7 vice-champions des associations 18 à 24 - 6 équipes classées troisièmes des associations 8 à 13 |                                      | - 7 équipes classées troisièmes du deuxième tour de la voie des champions - 4 équipes classées troisièmes du deuxième tour de la voie de la ligue                                                                             |
| Deuxième tour (32 équipes)       | | - 12 vainqueurs du premier tour      | - 4 perdants du troisième tour de la voie des champions - 5 perdants du troisième tour de la voie de la ligue - 7 finalistes du deuxième tour de la voie des champions - 4 finalistes du deuxième tour de la voie de la ligue |
| Huitièmes de finale (16 équipes) | | - 16 vainqueurs du deuxième tour     | |